# Dmitri Kiritchenko (volley-ball, 1987)
Ne doit pas être confondu avec le joueur russe de football Dmitri Kiritchenko.
Dmitri Vladimirovitch Kiritchenko (en russe : Дмитрий Владимирович Кириченко) est un joueur russe de volley-ball né le 16 juin 1987 à Klioutchi (kraï du Kamtchatka, alors en URSS). Il mesure 1,88 m et joue libero.

## Clubs
| Club                    | De        | À         |
| ----------------------- | --------- | --------- |
| Dinamo Krasnodar        | 2004-2005 | 2006-2007 |
| Samotlor Nijnievartovsk | 2007-2008 | 2008-2009 |
| Oural Oufa              | 2009-2010 | 2009-2010 |
| Iaroslavitch Iaroslavl  | 2010-2011 | 2012-2013 |
| Oural Oufa              | 2013-2014 | ...       |

## Palmarès
- Championnat du monde des moins de 21 ans
  - Finaliste : 2007